# Mendi Rodan
Mendi Rodan   (Iași, 17 d'abril de 1929 - Jerusalem, 9 de maig de 2009) és un director d'orquestra i violinista israelià.

## Biografia
Mendi Rodan (Rosenblum) va néixer a Iaşi, Romania, fou un dels tres fills de Solomon i Miriam Rosenblum. Mendi va començar a tocar el violí als cinc anys. Els seus pares es van assegurar que tots els nens rebessin matrícula addicional en idiomes, matemàtiques, educació física i música. El 1941, el pare de Mendi i molts dels seus parents van ser assassinats en pogroms realitzats contra els jueus de Iaşi.> Mendi, la seva mare i els seus germans van sobreviure a la guerra però van patir dificultats econòmiques extremes.
Després de l'alliberament de Romania del domini feixista, Rodan va començar a estudiar enginyeria, però finalment va abandonar aquests estudis. Un dels seus mentors i professors musicals va ser Mirce Bersan, així com la violinista armenia Garabet Avakian. Va estudiar direcció amb el famós director romanès Constantin Silvestri a l'Acadèmia Nacional de Música de Romania a Bucarest. En el camp de la música de cambra, Rodan va ser deixeble del compositor jueu Michai Andryko. El 1957, Rodan va seguir estudis avançats de direcció i música de cambra a l'Acadèmia de Música Franz Liszt de Budapest, Hongria.
El 1953 Rodan es va casar amb Judith, amb qui va tenir dos fills. En aquesta època, va canviar el seu cognom per Rodan.

## Carrera a Romania
Als 16 anys, Rodan es va convertir en el primer violinista de la Simfònica Nacional de Romania. Als 24 anys es va convertir en el seu director d'orquestra. Per augmentar el seu sou, va fer classes particulars de matemàtiques. El 1958 va sol·licitar un permís per emigrar a Israel. Com a resultat de la petició, va ser acomiadat de totes les seves posicions amb lorquestra de Bucarest i obligat a traslladar-se a Bacău fins a la seva marxa.

## Carrera a Israel
El 1960, Rodan va viatjar a Israel amb la seva família, establint-se a Jerusalem. El 1961-1963 fou director de lOrquestra de Cambra de Ramat Gan. Del 1963 al 1972, Rodan va ser el director i director musical de la Israel Radio Orchestra de Jerusalem. Des del 1964, va ser director convidat de lOrquestra Filharmònica d'Israel al Festival d'Israel i al Concurs Artur Rubinstein. De 1972 a 1976 va ser director habitual de la Filharmònica d'Oslo a Noruega. Del 1977 al 1991 va exercir de director musical de The Israel Sinfonietta Beersheba. Del 1980 al 1983 va ser consultor musical al "Jerusalem Music Center" de "Mishkenot Sha'ananim". Del 1985 al 1989, va ser director musical i director de lOrquestra Nacional de Bèlgica. Durant aquest mateix període, va ser el director artístic de lOrquestra del Cos d'Educació de les Forces de Defensa d'Israel. Del 1993 al 1997 va ser becari de direcció de lOrquestra Filharmònica d'Israel. Entre el 1997 i el 2005 va ser el director musical i director principal de lOrquestra Simfònica d'Israel Rixon le-Tsiyyon.
Mendi Rodan va dirigir lOrquestra Filharmònica de Londres i la Simfònica de Viena. Va exercir de professor convidat i de director a moltes universitats, inclosa "l'Eastman School of Music de Rochester", Nova York i la Museu d'Art de la Universitat Brigham Young de Salt Lake City, Utah. Va dirigir l'Acadèmia de Música i Dansa de Jerusalem i va formar part del Consell d'Art i Cultura del Ministeri d'Educació israelià i del Consell Israelià d'Educació Superior. Des del 2004, va ser professor de direcció a l'Escola de Música Buchman-Mehta de la Universitat de Tel-Aviv.

## Premis i commemoració
- Rodan va rebre la Medalla de Distinció de la República d'Itàlia.[2]
- El 2006, Rodan va ser guardonat amb el Premi Israel de música.[4][5]

En honor del seu 80è aniversari, lOrquestra Escènica d'Israel va celebrar un concert al Museu d'Art de Tel-Aviv dirigit per set joves directors que havien estudiat amb Rodan. El propi Rodan no estava present a causa d'una malaltia.

## Mort
Rodan va morir de càncer el 9 de maig de 2009. En un concert que va tenir lloc el dia de la seva mort, el públic i la Filharmònica d'Israel van guardar un moment de silenci en honor seu. El mestre Zubin Mehta i la Filharmònica d'Israel van emetre un comunicat expressant les seves condolences a la família Rodan i a la comunitat musical d'Israel, van baixar el cap
| « | <"en morir un músic de talla gegant, un home sensible i renaixentista, un veritable amic i un director únic i amb talent".> | » |